# 우한 그린랜드 센터
우한 그린랜드 센터(중국어: 武汉绿地中心 우한녹지중심[*], 영어: Wuhan Greenland Center)는 중화인민공화국 우한시에 건설 중인 지상 101층, 지하 6층의 마천루이다. 높이 475.6m로 완공시 우한시에서 제일 높은 빌딩이 된다. 건설비용은 약 5조 400억원이 들었다.
중국의 그린랜드 그룹의 우한 지사로 건설되는 이 건물은 당초 지상 118층, 606m의 마천루로 계획되었으나, 상하이 시에서 상하이 타워가 건설되자 계획을 대폭 수정하여 700m 138층으로 건설하려했으나 126층,636m의 높이가 되었다. 하지만 2020년 높이가 475.6m로 줄었으며 층수도 101층으로 변경되었다. 500m 이상 건물 금지법때문에 낮추었으며. 2012년 착공하여 현재 상층부 공사가 진행 중이다, 원래는 2016년 완공을 목표로 하고 있었으나 다시 완공년도를 2017년으로 잡았다. 하지만 또 연기되어 2018년 그렇게 계속, 2019년, 2020년, 2021년, 2022년, 2023년까지 미뤘다. 현재는 2023년 완공예정이다. 만약 636m의 건물을 현재의 속도로 건설했다면 완공년도는 2028년 7월이 되었을것이다.

## 내부 시설
| 97      | 호텔                                    |
| 96 - 90 | 기계실,피난처                           |
| 89 - 71 | 서비스 호텔,피난처                      |
| 70      | 서비스 호텔,스카이 로비                 |
| 69 - 67 | 기계실,피난처                           |
| 66 - 60 | 진력                                    |
| 59      | 피난처                                  |
| 58 - 51 | 진력                                    |
| 50 - 49 | 스카이 로비                             |
| 48      | 피난처                                  |
| 47 - 36 | 진력                                    |
| 35      | 피난처                                  |
| 34 - 27 | 진력                                    |
| 26 - 25 | 스카이 로비                             |
| 24      | 피난처                                  |
| 23 - 15 | 진력                                    |
| 14      | 피난처                                  |
| 13 - 5  | 진력                                    |
| 4 - 2   | 기계실                                  |
| 1       | 사무실 로비,서비스 호텔,로비 호텔,로비  |
| B1      | 연회장,자전거 보관,호텔 서비스,하역구역 |
| B6 - B2 | 주차장,기계실                           |
| ------- | --------------------------------------- |

## 연혁
- 2010년 12월 8일 - 착공식 거행.[1]
- 2011년 1월 1일 - 공사 착수.
- 2012년 6월 28일 - 건물 지하 구조물 공사 착수.[2]
- 2012년 9월 12일 - 지하 터파기 공사 착수.[3]
- 2013년 6월 26일 - 자료실이 완료되었다.[4]
- 2014년 1월 4일 - 첫 번째 철골 구조물(코어) 시공 개시.[5]
- 2014년 7월 28일 - 지하 공사가 완료되고 지상 공사가 시작되었다.[6]
- 2015년 12월 30일 - 건물이 지상 200m에 도달했다.[7]
- 2016년 4월 - 건물이 지상 245m에 도달했으며 피복재가 눈에 보이게 되었다.
- 2016년 6월 26일 - 지하 구조물 공사 완료되었고 건물이 지상 300m에 도달했다.[8]
- 2016년 12월 27일 - 건물이 지상 400m에 도달했다.[9]
- 2023년 - 개장.

## 건설 갤러리

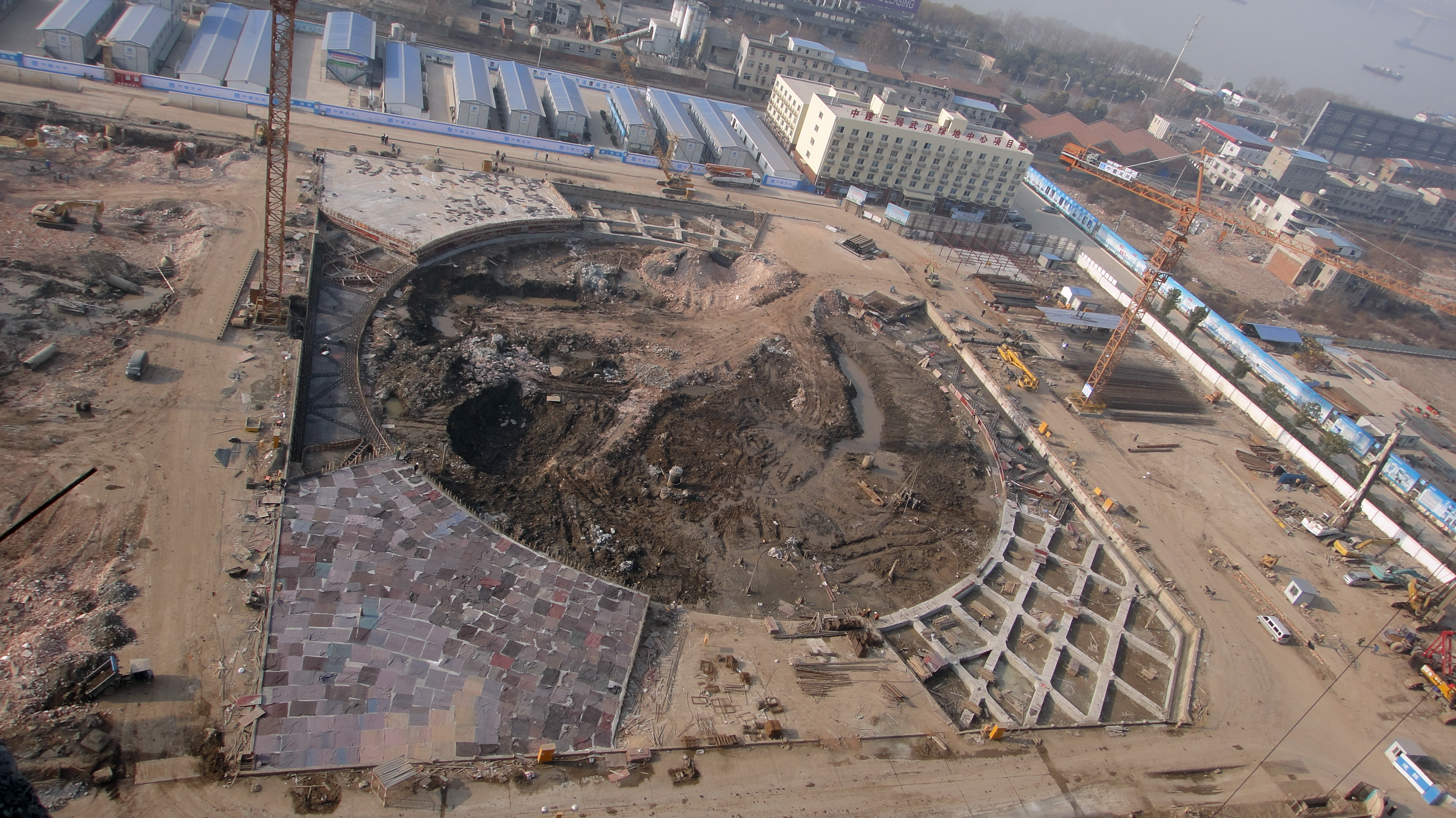
2013년 1월 26일 건설현장
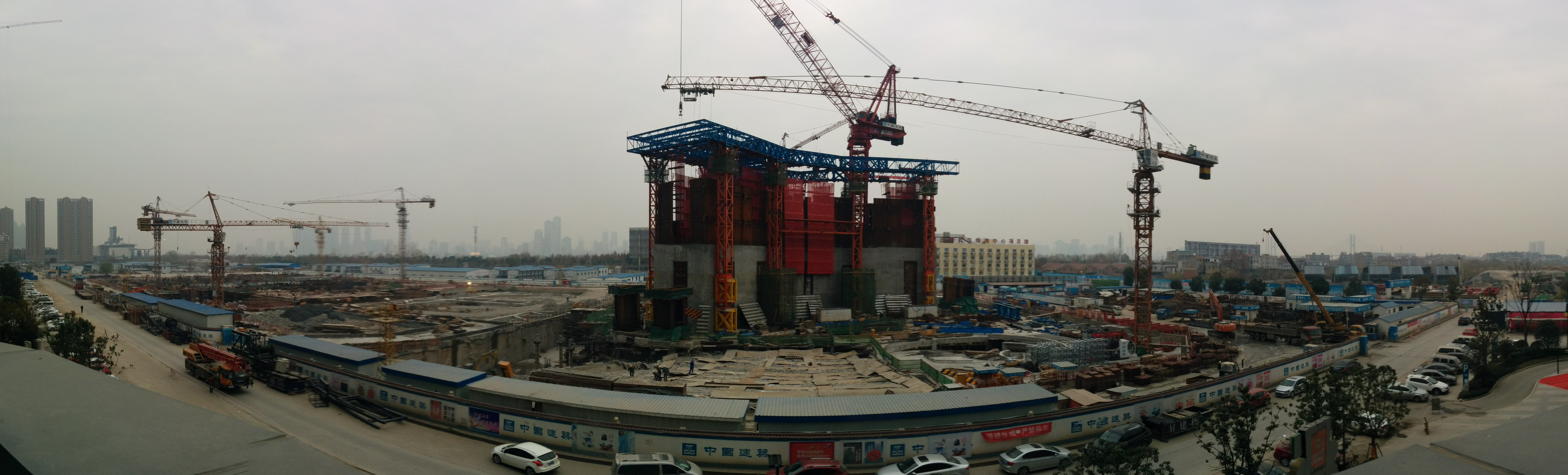
2014년 11월 27일 건설현장
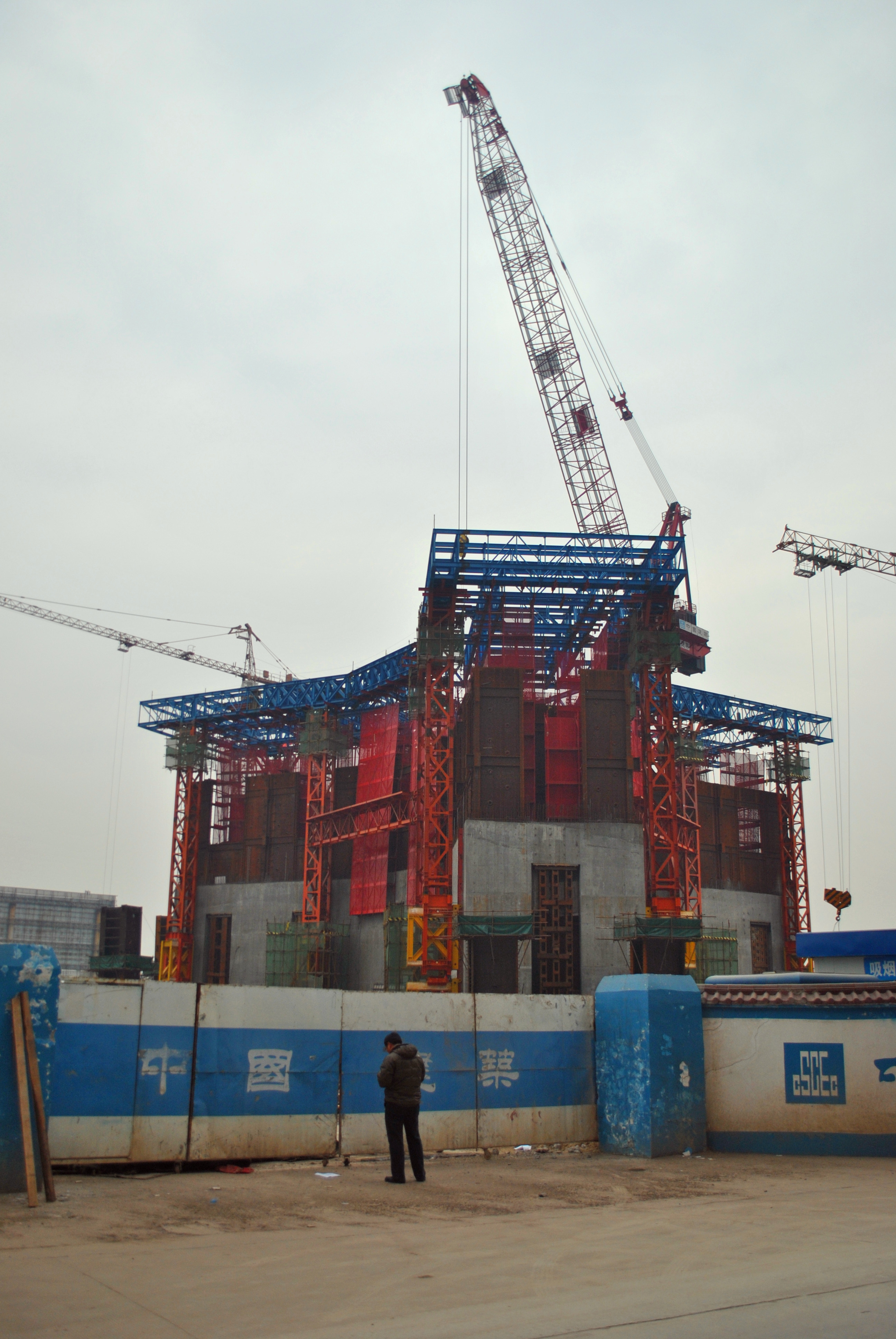
2014년 11월 27일 건설현장
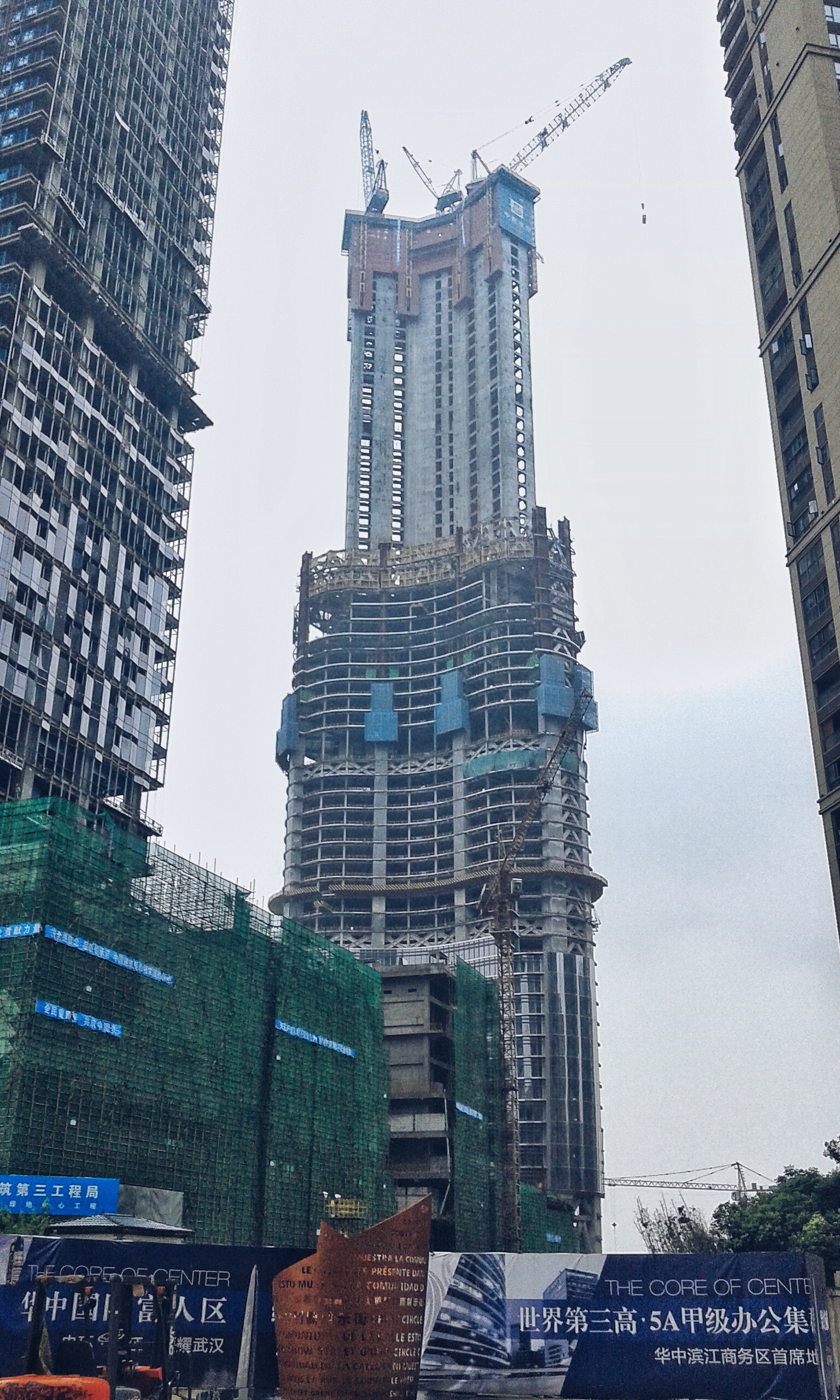
2016년 6월 26일 건설현장
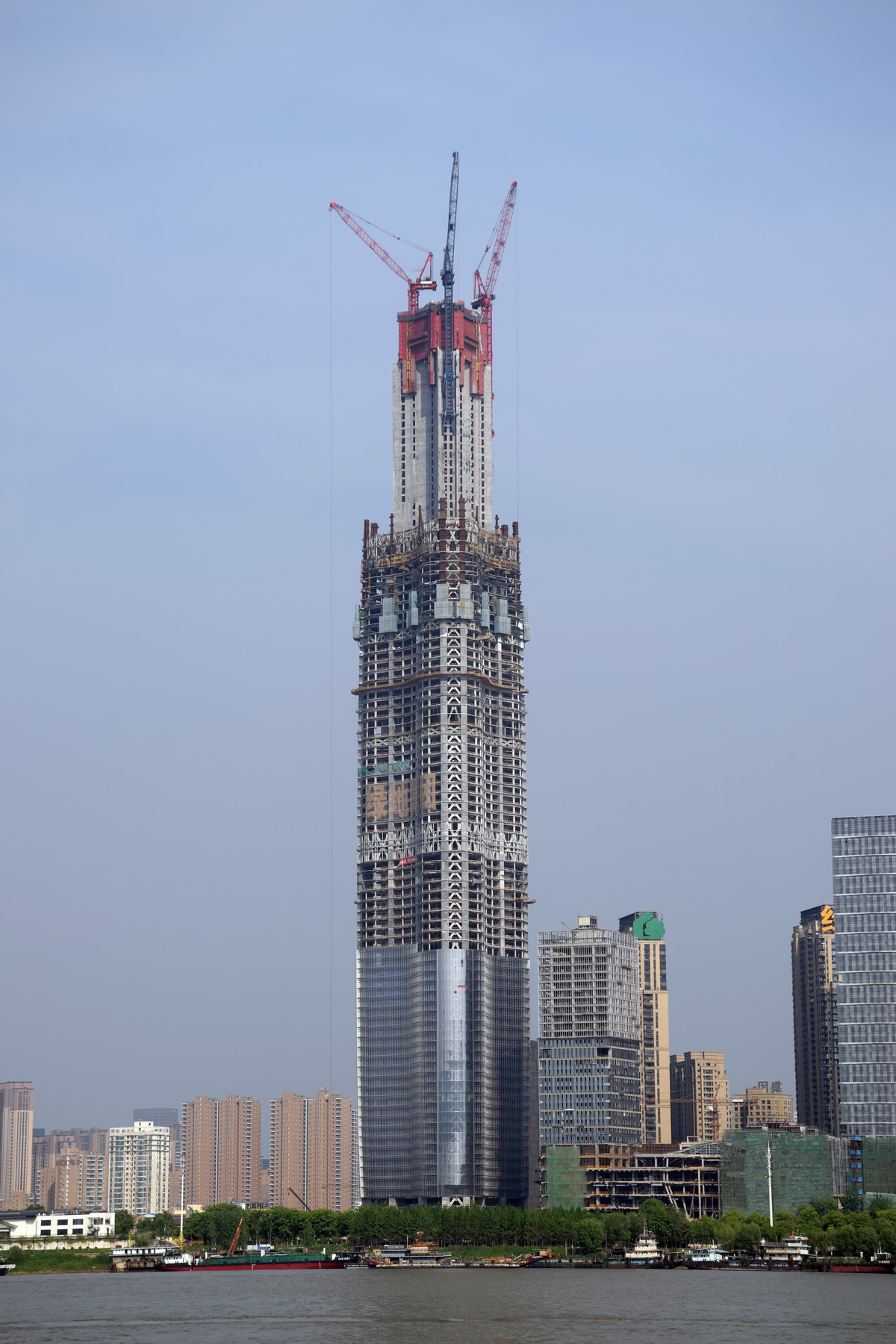
2017년 4월 건설현장

## 같이 보기
- 마천루 목록
- 100층 이상의 마천루 목록
- 난징 그린랜드 금융센터
- 다롄 그린랜드 센터